# Жёлтый аист (мультфильм)
«Жёлтый аист» — советский рисованный мультфильм 1950 года режиссёра Льва Атаманова по старинной китайской сказке. Первая работа Атаманова на киностудии «Союзмультфильм».

## Награды
- 1951 — Международный кинофестиваль в Дели — Почётный диплом
- 1952 — Международный кинофестиваль в Бомбее — Диплом[2]

## Сюжет
Эта старинная китайская сказка о бродячем музыканте Ми родилась в те времена, когда Китаем управляли жестокие и жадные мандарины.
На рынке появился мандарин. Его принесли в паланкине носильщики, а сопровождали стражники. Простые люди падали на колени и кланялись до земли. Один музыкант Ми не стал ему кланяться. Когда мандарин потребовал объяснений, музыкант ответил, что кланяется только хорошим людям, назвав в качестве примеров фермера, выращивающего рис, рыбака, ловящего рыбу, и гончара, изготавливающего горшки и кувшины, после чего ехидно спросил: «А за что тебе кланяться, мандарин?». Возмущённый мандарин приказал отрубить музыканту голову, но тот сумел перехитрить стражников и скрыться от них. Музыканта спрятали в чайной и в благодарность он сыграл на флейте и спел простым людям свои песни. Затем он нарисовал на внутренней стороне стенки чайной жёлтого аиста и сказал, что аист будет петь и танцевать для честных людей, а для мандарина — никогда. Слуги мандарина подслушали, как люди поют в чайной и жёлтый аист танцует для них, и доложили своему господину. Когда мандарин прибыл в чайную, все посетители ушли, а аист вновь стал нарисованным. Мандарин потребовал, чтобы аист танцевал, но хозяин чайной сказал, что аист танцует только для простого народа. Разозлённый мандарин приказал вырезать кусок стенки с аистом и доставить во дворец. Во дворце мандарин пытался приказывать жёлтому аисту, уговаривал его, даже хотел задобрить лягушками, но аист оставался неподвижен. Разозлившийся мандарин велел бить палками по изображению, а затем полностью закрасить. Но изображение аиста проступало сквозь любую краску. А когда уплывающий на джонке музыкант Ми заиграл на флейте, то жёлтый аист ожил, слетел со стены, вылетел в окно и улетел к музыканту.

## Создатели
| Авторы сценария            | Борис Бродский, Михаил Папава |
| Текст песен                | Самуила Маршака |
| Режиссёр                   | Лев Атаманов |
| Художники-постановщики     | Александр Трусов, Александр Винокуров |
| Оператор                   | Николай Воинов |
| Композитор                 | Карэн Хачатурян |
| Звукооператор              | Николай Прилуцкий |
| Консультант                | О. Глухарева |
| Ассистент режиссёра        | Роман Качанов |
| Ассистент художника        | Леонид Шварцман |
| Ассистент по монтажу       | А. Фирсова |
| Технический ассистент      | Е. Новосельская |
| Художники-мультипликаторы: | Владимир Данилевич, Борис Дёжкин, Валентин Лалаянц, Лидия Резцова, Михаил Ботов, Дмитрий Белов, Ламис Бредис, Борис Чани                                     |
| Художники-декораторы:      | В. Завилопуло, Ирина Светлица, Вера Роджеро |
| Роли озвучивали:           | Николай Александрович — Ми, бродячий музыкант, Владимир Владиславский — мандарин, Дмитрий Кара-Дмитриев — хозяин чайной, Леонид Швачкин (в титрах не указан) |

- Создатели приведены по титрам мультфильма.

## Переозвучка
- Владимир Конкин — Ми, бродячий музыкант
- Юльен Балмусов — мандарин
- Виталий Ованесов
- Борис Токарев

## Отзыв критика
Исследователи справедливо отмечают неоценимую заслугу Льва Атаманова в развитии рисованной анимации и, в частности, жанра волшебной сказки. Классикой стали «Жёлтый аист» (1950), «Аленький цветочек» (1952), а также шедевры «Золотая антилопа» (1954) и «Снежная королева» (1957). Персонажи у Атаманова — выдающиеся «актёры», сама драматургия тонко выписана не только в диалогах, но и в каждом движении: героя, облака, листа на дереве, в цвете, в светописи (художники Л. Шварцман и А. Винокуров). Это многосложная оркестровка пластики.— Лариса Малюкова при участии Наталии Венжер